# LEGO Power Functions

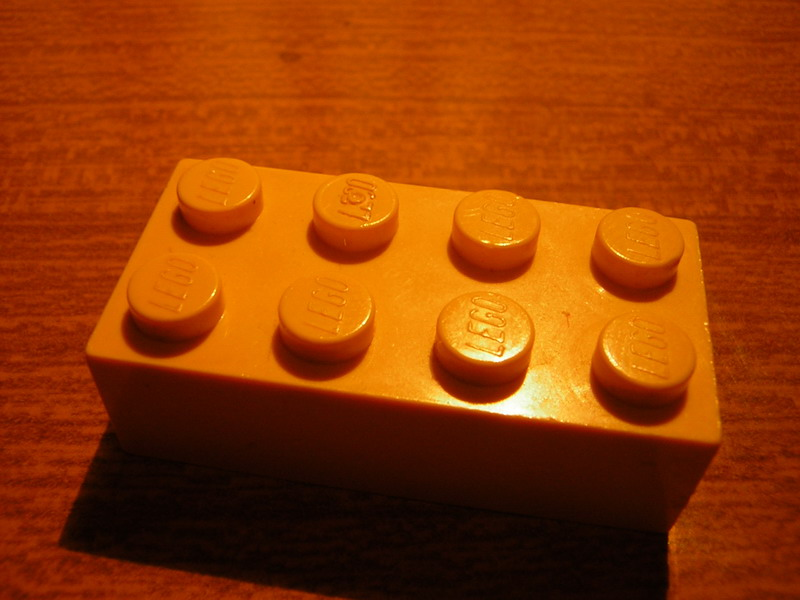

Power Functions is een systeem dat ontwikkeld is door LEGO om via infrarood afstandsbediening verschillende elementen aan te sturen. De belangrijkste toepassing is het aansturen van motoren maar ook verlichting kan aangestuurd worden.
Onderdelen van de Power Functions waren:
- Motoren
- Verlichting
- Schakelaars
- Infrarood afstandsbedieningen
- Infrarood ontvangers
- Verlengsnoeren
- Batterijboxen

Alle producten uit Power Functions systeem hebben dezelfde adapter: een plastic blokje met een aantal elektrische contacten. De bovenkant en de onderkant van de adapter kunnen op elkaar bevestigd worden waardoor het mogelijk is om meerdere motoren per aansluiting te gebruiken. Het Power Functions systeem werd en het Control+ systeem wordt vooral gebruikt in de Lego Technic sets. In 2007 maakte LEGO bekend dat de LEGO treinen gebruik gaan maken van het Power Functions systeem.  Hiervoor zijn enkele speciale onderdelen voor ontwikkeld als de AAA-batterijbox en de treinmotor.
Batterijboxen
In de LEGO Technic batterijbox passen 6 AA batterijen, zo levert de batterijbox in totaal een spanning van 9 volt. Er zijn ook batterijboxen voor de LEGO City treinen, hierin passen 6 AAA batterijen, waardoor deze ook maximaal 9 volt leveren, maar minder sterkte en dus zal de batterijbox sneller leeg zijn. Naast de LEGO City batterijbox op batterijen bestaat er ook een oplaadbare variant, deze kan opgeladen worden via een meegeleverde adapter.
Schakelaars
Er is een schakelaar in het Power Functions assortiment, De basis van de schakelaar is 5*2 noppen waardoor deze op LEGO platen bevestigd kan worden. De schakelaar werkt naar 2 kanten. Ook kan de richting van de schakelaar omgekeerd worden met het kleine zwarte schuifknopje. Omdat de adapters gestapeld kunnen worden kunnen er via elke schakelaar meerdere motoren of lampen bediend worden.
Afstandsbediening
Er zijn 2 soorten afstandsbedieningen, deze werken beiden op infrarood en kunnen dezelfde ontvangers aansturen. Beiden hebben 2 schakelaars en kunnen op 4 kanalen ingesteld worden. Zo kunnen er in totaal 8 kanalen bedient worden. Een kan gebruikt worden om de snelheid in te stellen, dit gaat via de 2 draaiknoppen. Deze zorgt er ook voor dat de ontvanger spanning blijft leveren, dit kan gestopt worden door de draaiknop terug te draaien of door op de rode knop van de rem te duwen. Deze afstandsbediening werd bij de treinen verkocht, waardoor de snelheid makkelijk in te stellen was. Er is ook een afstandsbediening die met 2 schakelaars, hiermee leveren de ontvangers altijd volle kracht en stoppen gelijk wanneer de schakelaar wordt losgelaten. Deze werden meegeleverd in LEGO Technic sets. Beide afstandsbedieningen werken op 3 AAA batterijen.
Ontvangers
Om het signaal van de afstandsbediening om te zetten in een actie is er een ontvanger nodig. Deze werkt net als de afstandsbedieningen via infrarode signalen. Ook de ontvangers hebben 4 kanalen en 2 aansluitingen waardoor er in totaal 8 functies gebruikt kunnen worden. Hiervoor zijn wel 4 verschillende ontvangers nodig.
Motoren
Er zijn 6 soorten motoren gemaakt: de M-motor, de L-motor, de XL-motor, de servomotor, de treinmotor en de elektrische motor. Uitgaande van een spanning van 9 volt leveren de verschillende motoren in theorie:
gegevens gebruikt van Sariel's LEGO Gear Calculator http://gears.sariel.pl/
- M-motor: 11 N.cm met 405 rpm (omwentelingen per minuut)
- L-motor: 18 N.cm met 390 rpm
- XL-motor: 40 N.cm met 220 rpm
- Elektrische motor: 3,4 N.cm met 780 rpm
- Treinmotor: 3,6 N.cm met 1900 rpm

## Control+
Het Power Functions systeem is in de 2e helft van 2019 vervangen door het Control+ systeem. Het eerste voertuig dat hiermee werd uitgerust was een terreinwagen met 4-wielaandrijving. Enige tijd later werd er een graafmachine uitgebracht met meer motoren. De graafkraan is een model van de Liebherr R 9800. Dit is een set dat is uitgerust met 7 motoren waardoor de kraan volledig afstand bestuurbaar is. In januari 2020 is er een Top Gear auto uitgekomen, welke ook is uitgerust met het Control+ systeem.
Het Control+ systeem is alleen bestuurbaar via bluetooth, hierdoor heeft de gebruiker altijd een tablet of smartphone nodig. Voor deze apparaten is dan ook een app beschikbaar. Op deze app is het bijvoorbeeld mogelijk om de giek op een afbeelding van de graafmachine te bewegen, waarna de kraan aangestuurd wordt om hetzelfde te doen. Daarnaast is het mogelijk om de kraan te programmeren door een aantal handelingen in een afspeellijst te plaatsen.
De motoren zijn allemaal te gebruiken als servomotor, een motor die slechts enkele keren ronddraait. De motor is daarom goed te gebruiken om voertuigen mee te sturen. De app is zo geprogrammeerd dat de motoren in bijvoorbeeld de graafmachine een lineaire actuator maar een bepaald stuk kunnen uitschuiven. Dit voorkomt dat er onderdelen beschadigd raken.